# Mary Zygouri
Mary Zygouri (* 1973 in Athen) ist eine griechische Performancekünstlerin.

## Leben und Werk
Mary Zygouri studierte ab 1995 Malerei an der Hochschule der Bildenden Künste Athen. Nach dem Bachelor 2000 schloss sie ein Postgraduales Studium an. Den Master erlangte sie 2003 am Chelsea College of Art and Design in London. Sie lebt und arbeitet in Griechenland und Italien.
Ihre durch gründliche Recherchen fundierten Performances finden vorwiegend im öffentlichen Raum statt. Die Umgebung und die Räume, in denen sie auftritt, variieren in Form, Nutzung und Funktion. Ein Hammam, ein Garten, ein Bahnhof, im Zirkus, im Kloster, auf einem Plätze oder einer Geflügelfarm sind einige Beispiele für Orte, die sie nutzt. Teils werden auf Ausstellungen Performances gezeigt und teils Videos von vergangenen Performances an anderen Orten.

## Ausstellungen (Auswahl)
- 2010: Liquidations, Istituto Italo-Latino Americano (IILA), Rom
- 2012: OPERA APERTA – Maria Karavela (1938–2012), ISET Contemporary Greek Art Institute (ISET), Athen
- 2014: Venus Of The Rags\ In Transit\Eleusis, öffentliche Performance in Zusammenarbeit mit Michelangelo Pistoletto, Aischylian Festival, Eleusis
- 2015: Ottomans & Europeans, Cittadellarte, Biella
- 2015: A trilogy, Alberto Peola – Galleria d’Arte Contemporanea, Turin
- 2015: Omonia: 6. Athens Biennale, Athen
- 2017: The Round-up Project: Kokkinia 1979–Kokkinia, documenta 14, Kassel und Athen